# Bund für Menschenrecht
La Bund für Menschenrecht, BfM ou Alliance pour les droits de l'Homme en français, est l'une des plus grandes organisations allemandes de personnes bisexuelles, homosexuelles et trans sous la République de Weimar. Active entre 1920 et 1934, elle est à l'origine de nombreuses publications, dont les revues Die Freundschaft, Die Freundin, Das Freundschaftsblatt et Blätter für Menschenrecht (de).

## Histoire

### 1920–1922
En août 1920, l'association est fondée sous le nom de Deutscher Freundschaftsverband (DFV) à Berlin, avant d'être renommée Bund für Menschenrecht en 1923. Si certains de ses membres se déclarent ouvertement homosexuels, les termes « amitié » (Freundschaft) puis « droits de l'homme » (Menschenrecht) servent de couverture pour éviter de se présenter trop explicitement comme une organisation homosexuelle.
Elle s'engage dès ses débuts pour les droits des personnes homosexuelles et demande l'abolition du paragraphe 175 du code pénal, paragraphe permettant de poursuivre juridiquement les hommes gays. Elle reste cependant dans une politique de respectabilité et d'assimilation qui caractérise une grande partie des mouvements homosexuels de cette époque. Dans le paysage des associations homosexuelles de la République de Weimar, elle se situe entre la Gemeinschaft der Eigenen (de) qui se positionne plus à droite et le Comité scientifique humanitaire plus engagé à gauche.
Son premier siège est situé à Berlin-Kreuzberg, au 8 de l'Alexandrinenstraße, dans la maison d'édition Karl Schultz, qui publie entre autres le magazine Die Freundschaft, dont Max Danielsen est le rédacteur. À partir de 1920, lorsque la maison d'édition Schultz déménage, le DFV alterne entre plusieurs adresses, dont le 15 de la Schliemannstraße à Prenzlauer Berg, la Kaiser-Friedrichstraße à Pankow et le 9 de la Neue Jakobstraße à Berlin-Mitte, où se trouve alors la librairie de l'association. En plus du siège berlinois, des branches régionales se forment à Krefeld, Francfort-sur-le-Main, Hambourg, Karlsruhe, Kiel, Mönchengladbach, Sarrebruck, Stettin et Weimar.
Albert Eggert et Hans Schmainta sont élus au premier comité directeur en 1920. Il faut attendre 1922 pour qu'un nouveau comité soit nommé lors d'une assemblée générale, durant laquelle Carl Terlicher devient président et Leopold Strehlow son adjoint. Paul Weber est nommé secrétaire, et Else Kohl, également secrétaire, est la première femme à siéger au comité.

### 1923–1934
L'année suivante, en 1923, l'éditeur Friedrich Radszuweit est élu à son tour président et l'association prend son nom définitif de Bund für Menschenrecht. De 1923 à 1933, Radszuweit consolide le BfM et publie dans sa maison d'édition la revue mensuelle Blätter für Menschenrecht (de), la revue hebdomadaire Das Freundschaftsblatt ainsi que la revue lesbienne Die Freundin, diffusée à Berlin à partir de 1924. C'est également en 1924 que les organisatrices Käthe Reinhardt et Lotte Hahm et peu de temps après, l'éminente activiste du mouvement lesbien Selli Engler rejoignent l'association.
Une scission a lieu à partir de 1925 et la Deutscher Freundschaftsverband est refondée en parallèle du Bund für Menschenrecht. Avec le Comité scientifique humanitaire de Magnus Hirschfeld et son Jahrbuch für sexuelle Zwischenstufen, la revue Die Freundschaft de l'éditeur Karl Schultz et la revue Der Eigene de l'organisation Gemeinschaft der Eigenen (de) dirigée par Adolf Brand, ces organisations, notamment par le biais de leurs maisons d'édition respectives, dominent le discours du premier mouvement homosexuel en Allemagne dans les années 1920 et au début des années 1930.
Selon ses propres chiffres, la BfM compte près de 50 000 membres dans les années de la République de Weimar. La deuxième plus grande association littéraire homosexuelle de l'époque, la Gemeinschaft der Eigenen (de), compte en comparaison 2 000 à 3 000 membres.
En 1929, un groupe spécifique (Sondergruppe) de personne transgenres et travesties existe brièvement, et l'année suivant nait le magazine Das 3. Geschlecht, la toute première revue dédiée au travestissement et à la transidentité. Dans un éditorial publié dans le troisième numéro, Radszuweit se montre cependant insatisfait et estime que les travestis ne sont pas assez investis politiquement et qu'ils ne dépensent pas assez pour acheter son journal.
En 1930, la Bund für Menschenrecht fait grands bruits locaux dans les journaux avec ce qui s'est appelé l'« émeute de Rauchfangswerder ». L'émeute est le fait d'une altercation opposant des militants de l'association et des policiers en civil, et marque un des premiers cas recensés de résistance LGBT à du harcèlement policier.
Après le décès de Friedrich Radszuweit en 1932, c'est Paul Weber qui prend la présidence de l'association. L'accession au pouvoir des nazis, l'intensification des répressions policières et la fuite de nombreuses personnes LGBT+ d'Allemagne le poussent à demander dès 1934 la radiation de l'association. Le 6 janvier 1936, le Bund für Menschenrecht fut officiellement radié du registre des associations.